# Aligi
Aligi  è un nome proprio di persona italiano maschile.

## Varianti
- Maschili: Aligio[1][2]
- Femminili: Aligia[1]

## Origine e diffusione
Si tratta forse di una forma ipocoristica del nome Fiordiligi, oppure di una variante toscana del nome Aloisio. La sua diffusione, relativamente recente, è dovuta in massima parte a Gabriele D'Annunzio, che così chiamò il protagonista della sua tragedia La figlia di Iorio; è attestato sparsamente in Italia centro-settentrionale, specialmente in Toscana.

## Onomastico
Il nome è adespota, ossia privo di santo patrono; l'onomastico si può festeggiare il 1º novembre, giorno di Ognissanti.

## Persone
- Aligi Barducci, militare e partigiano italiano
- Aligi Sassu, pittore e scultore italiano

## Il nome nelle arti
- Aligi è il protagonista del romanzo di Gabriele D'Annunzio La figlia di Iorio.